# Liste der Kulturdenkmale in Bad Lauchstädt
In der Liste der Kulturdenkmale in Bad Lauchstädt sind alle  Kulturdenkmale der Gemeinde Bad Lauchstädt und ihrer Ortsteile aufgelistet. Grundlage ist das Denkmalverzeichnis des Landes Sachsen-Anhalt, das auf Basis des Denkmalschutzgesetzes des Landes Sachsen-Anhalt vom 21. Oktober 1991 durch das Landesamt für Denkmalpflege und Archäologie Sachsen-Anhalt erstellt und seither laufend ergänzt wurde (Stand: 25. Februar 2015).
Diese Liste ist eine Teilliste der Liste der Kulturdenkmale im Saalekreis.

## Kulturdenkmale nach Ortsteilen

### Goethestadt Bad Lauchstädt
| Lage | Bezeichnung                   | Beschreibung | Erfassungs- nummer | Ausweisungsart                | Bild |
| --- | ----------------------------- | --- | ------------------ | ----------------------------- | --- |
| Am Theater 1 (Karte) | Wohnhaus                      | Villenartiges Gebäude mit eckbezogener Grundrisslösung, erbaut um 1900 | 094 20606          | Baudenkmal                    | Wohnhaus |
| Badeschlippe 1 Ernst-Thälmann-Straße 1–7, 7b, 8–13, 15, 16, 18–28, 30–32 Goethestraße 1, 3–6, 8, 10, 12, 14, 16, 20, 22, Lauchaufer Lindenstraße Markt 1–19 Naumburger Straße 1, 2, 4, 8, 10, 12, 14, 18, 20, 22 Parkstraße 2, 4–11, 13, 15–18, 20 Promenade 1–4 Querfurter Straße 3, 4, 5, 7, 9, 17, 27 Strohhof 5, 7, 9, 17, 27 (Karte) | Altstadt                      | | 094 20678          | Denkmalbereich                | Altstadt |
| Am Bahnhof 14 (alt: Bahnhofstraße 14) (Karte) | Villa                         | Bemerkenswertes Beispiel eines kleinstädtischen Villenbaus aus der Zeit um 1910, anspruchsvolle Grundrisslösung sowie aufwendige Dachgestaltung                                                       | 094 20607          | Baudenkmal                    | Villa |
| Goethestraße 3 (Karte) | Schule                        | | 094 20613          | Baudenkmal                    | Schule |
| Goethestraße 5 (Karte) | Schule                        | | 094 20614          | Baudenkmal                    | Schule |
| Goethestraße 6 (Karte) | Ackerbürgerhaus               | Eines der ältesten Gebäude der Stadt mit seitlicher Toreinfahrt und sehr steilem Satteldach, 1. Hälfte des 17. Jahrhunderts                                                                           | 094 20615          | Baudenkmal                    | Ackerbürgerhaus |
| Goethestraße 8 (Karte) | Ackerbürgerhaus               | Typisches Bürgerhaus des 19. Jahrhunderts, durch zweiläufige Treppe in repräsentativer Weise akzentuiert                                                                                              | 094 20616          | Baudenkmal                    | Ackerbürgerhaus |
| Goethestraße 12 (Karte) | Wohnhaus                      | Für die Ortsgeschichte bedeutsamer Bau, 1791–1797 Wohnstätte der Schauspielerin Christiane Becker-Neumann                                                                                             | 094 20617          | Baudenkmal                    | Weitere Bilder |
| Goethestraße 14 (Karte) | Wohnhaus                      | Kleiner Barockbau, in dem Richard Wagner während seiner Zeit als Theaterkapellmeister wohnte | 094 20618          | Baudenkmal                    | Weitere Bilder |
| Goethestraße 16 (Karte) | Ackerbürgerhof                | Stattliches barockes Wohnhaus aus dem letzten Viertel des 18. Jahrhunderts, das Goethe 1802 bewohnte                                                                                                  | 094 20619          | Baudenkmal                    | Weitere Bilder |
| Hallesche Straße (Karte) | Friedhof                      | Friedhof Bad Lauchstädt | 094 20623          | Baudenkmal                    | Weitere Bilder |
| Hallesche Straße 2, 4 (Karte) | Ausspanne                     | Honnigmannsche Ausspanne | 094 20620          | Baudenkmal                    | Ausspanne |
| Hallesche Straße 8 (Karte) | Villa                         | Großzügiger Bau mit Stilmerkmalen der Zeit um 1910, Korbbogenfenster, Polygonalerker, Remise und Einfriedung                                                                                          | 094 20621          | Baudenkmal                    | Villa |
| Hallesche Straße 12 (Karte) | Villa                         | Im Ort einzig bekanntes Bauwerk mit Stilelementen des Expressionismus und des Neuen Bauens, sachlich-funktional gegliederter Baukomplex, 1920er Jahre                                                 | 094 20622          | Baudenkmal                    | Villa |
| Lindenstraße 34 (Karte) | Wohnhaus                      | Villenartiger Bau auf unregelmäßigem Grundriss mit Bezügen zur regionalen Tradition, um 1910 | 094 20629          | Baudenkmal                    | Wohnhaus |
| Maerckerstraße Nördlich des Ortes, in der Nähe der Ausfallstraße nach Halle gelegen (Karte) | Denkmal                       | Maercker-Denkmal, für den halleschen Professor und Gründer der landwirtschaftlichen Forschungsstätte Bad Lauchstädt Max Maercker 1904 angelegter Erinnerungshain in Anlehnung an Hünengrabarchitektur | 094 20670          | Baudenkmal                    | [[Vorlage:Bilderwunsch/code!/C:51.393639,11.879972!/D:Maerckerstraße Nördlich des Ortes, in der Nähe der Ausfallstraße nach Halle gelegen,!/\|BW]] |
| Markt 1 (Karte) | Rathaus                       | | 094 20630          | Baudenkmal                    | Weitere Bilder |
| Markt 2 (Karte) | Gasthaus                      | Zum drey Schwanen | 094 20631          | Baudenkmal                    | Gasthaus |
| Markt 4 (Karte) | Wohnhaus                      | | 094 20632          | Baudenkmal                    | Wohnhaus |
| Markt 6 (Karte) | Wohnhaus                      | | 094 20633          | Baudenkmal                    | Wohnhaus |
| Markt 9 (Karte) | Palais                        | Für den Ort anspruchsvolles Stadtpalais in barocker Formensprache, zweiläufige Treppe und Mansarddach                                                                                                 | 094 20634          | Baudenkmal                    | BW |
| Markt 10 (Karte) | Wohnhaus                      | | 094 20635          | Baudenkmal                    | Weitere Bilder |
| Markt 11 (Karte) | Gasthaus                      | Goldener Stern | 094 20636          | Baudenkmal                    | Gasthaus |
| Markt 15 (Karte) | Ackerbürgerhaus               | | 094 20637          | Baudenkmal                    | Ackerbürgerhaus |
| Markt 16 (Karte) | Wohnhaus                      | | 094 20638          | Baudenkmal                    | Wohnhaus |
| Markt 17 (Karte) | Ackerbürgerhaus               | | 094 20639          | Baudenkmal                    | Ackerbürgerhaus |
| Markt 19 (Karte) | Ackerbürgerhaus               | | 094 20640          | Baudenkmal                    | Weitere Bilder |
| Merseburger Landstraße 6 (alt: Ernst-Thälmann-Straße) (Karte) | Wohnhaus                      | Eines der stattlichsten barocken Bürgerhäuser, 1764 datiert | 094 20608          | Baudenkmal                    | Wohnhaus |
| Merseburger Landstraße 9 (Karte) | Apotheke                      | Alte Apotheke, ältestes bekanntes Bürgerhaus, im Kern um 1600, bis zur Mitte des 18. Jahrhunderts Stadtapotheke                                                                                       | 094 20609          | Baudenkmal                    | Weitere Bilder |
| Merseburger Landstraße 12 (Karte) | Wohn- und Geschäftshaus       | Kleines barockes Bürgerhaus des 18. Jahrhunderts mit originaler Ladenfassade, im späten 19. Jahrhundert spätklassizistische überformt                                                                 | 094 20610          | Baudenkmal                    | Wohn- und Geschäftshaus |
| Merseburger Landstraße 13 (Karte) | Apotheke                      | Ehemalige Bad-Apotheke, stattlicher Barockbau aus der Zeit um 1750, weitgehend original erhalten, am Ostgiebel Toilettenerker                                                                         | 094 20611          | Baudenkmal                    | Apotheke |
| Merseburger Landstraße 41 (Karte) | Domäne                        | 1787 erbautes repräsentatives barockes Domänenwohnhaus | 094 20612          | Baudenkmal                    | Weitere Bilder |
| Naumburger Straße 1 (Karte) | Wohnhaus                      | Langgestreckter Fachwerkbau mit spätbarocker Putzfassade, um 1800 | 094 20651          | Baudenkmal                    | Wohnhaus |
| Naumburger Straße 30 (Karte) | Wohnhaus                      | Kultur- und baugeschichtlich wichtiger Bau für die Stadterweiterung im 18. Jahrhundert, 1787 datiert                                                                                                  | 094 20641          | Baudenkmal                    | Wohnhaus |
| Naumburger Straße 32 (Karte) | Wohnhaus                      | Einfaches spätbarockes Wohnhaus aus der 2. Hälfte des 18. Jahrhunderts | 094 20642          | Baudenkmal                    | Wohnhaus |
| Naumburger Straße 34 (Karte) | Wohnhaus                      | Seltenes Beispiel eines frühklassizistischen Wohnhauses mit gut erhaltenen Detailformen | 094 20643          | Baudenkmal                    | Wohnhaus |
| Parkstraße (Karte) | Park                          | Kurpark Bad Lauchstädt | 094 77111          | Baudenkmal                    | Weitere Bilder |
| Parkstraße 5 (Karte) | Pension                       | Neues Schillerhaus | 094 77097          | bewegliches Kulturdenkmal (?) | Weitere Bilder |
| Parkstraße 9 (Karte) | Wohnhaus                      | Als Aufenthaltsort Johann Wolfgang von Goethes im Jahr 1805 bedeutendes Zeugnis der Ortsgeschichte | 094 20644          | Baudenkmal                    | Wohnhaus |
| Parkstraße 11 (Karte) | Wohnhaus                      | Der im Denkmalverzeichnis aufgeführte "kleine Barockbau" existiert nicht mehr, ebenso die Scheune | 094 20645          | Baudenkmal                    | Weitere Bilder |
| Parkstraße 13 (Karte) | Kurhaus                       | Sogen. Milkaus Haus, um 1775 für die Familie von Milkau errichtet, seit 1780 Kurhaus, derzeitig Dow Konferenz- und Kommunikationscenter                                                               | 094 20646          | Baudenkmal                    | Weitere Bilder |
| Parkstraße 15 (Karte) | Wohnhaus                      | Kurpark-Hotel, barockes Bürgerhaus aus der 2. Hälfte des 18. Jahrhunderts | 094 20647          | Baudenkmal                    | Wohnhaus |
| Parkstraße 18, 20, 22 (Karte) | Kuranlage                     | Durch Umwandlung des alten Vorwerks im 18. und 19. Jahrhundert entstandene Kuranlage, Herzogspavillon einzig erhaltenes Bauwerk aus der Frühzeit                                                      | 094 20648          | Baudenkmal                    | Weitere Bilder |
| Parkstraße 35 (Karte) | Wohnhaus                      | Repräsentativer Bau aus der 1. Hälfte des 19. Jahrhunderts, überformte Fassade mit klassizistischer Gliederung und originalem Portal                                                                  | 094 20652          | Baudenkmal                    | Wohnhaus |
| Promenade 3 (Karte) | Mühle                         | Ehemalige Wassermühle | 094 20654          | Baudenkmal                    | Mühle |
| Promenade 4 (Karte) | Wohnhaus                      | Ortsgeschichtlich bedeutender Bau als Wohnhaus von Christiane Vulpius, Überformung in der 2. Hälfte des 19. Jahrhunderts                                                                              | 094 20653          | Baudenkmal                    | Wohnhaus |
| Querfurter Straße Nahe der Querfurter Straße, westlich des Goethe-Theaters (Karte) | Kursächsische Postmeilensäule | Kursächsischer Viertelmeilenstein | 094 20663          | Baudenkmal                    | Kursächsische Postmeilensäule |
| Querfurter Straße (Karte) | Kirche                        | St. Fabian, St. Sebastian, St. Valentin, St. Cyriakus | 094 20664          | Baudenkmal                    | Weitere Bilder |
| Querfurter Straße (Karte) | Theater                       | Goethe-Theater | 094 20665          | Baudenkmal                    | Weitere Bilder |
| Querfurter Straße 5a (Karte) | Wohnhaus                      | Langgestrecktes, möglicherweise aus zwei zusammengefassten älteren Bauten bestehendes Gebäude aus dem 1. Drittel des 19. Jahrhunderts                                                                 | 094 20655          | Baudenkmal                    | BW |
| Querfurter Straße 6 (Karte) | Pfarrhaus                     | Stattliches Pfarrhaus von 1715, im Innern z. T. originale Raumaufteilung | 094 20656          | Baudenkmal                    | Pfarrhaus |
| Querfurter Straße 9 (Karte) | Amtshof                       | Amtshof Bad Lauchstädt | 094 20657          | Baudenkmal                    | Weitere Bilder |
| Querfurter Straße 10, 12 (Karte) | Schloss Bad Lauchstädt        | Aus einer mittelalterlichen Wasserburg hervorgegangenes Renaissanceschloss, heute Gemeinschafts- und Sekundarschule Goethe-Schule                                                                     | 094 20658          | Baudenkmal                    | Weitere Bilder |
| Querfurter Straße 11 Nördlich vom Kurpark (Karte) | Kuranlage                     | Zur Villa Aeckerleins Haus gehörender seitlicher Park mit Einfriedung | 094 77112          | Baudenkmal                    | Weitere Bilder |
| Querfurter Straße 11 (Karte) | Villa                         | Aeckerleins Haus, Komplex mit klassizistischer Sommervilla, 1837 durch den Gastwirt Johann Jakob Aeckerlein errichtet, ab 1905 in Besitz von Dr. Lauterbach, Nutzung als Kuranlage                    | 094 20659          | Baudenkmal                    | Weitere Bilder |
| Querfurter Straße 20 (Karte) | Ackerbürgerhof                | Hofanlage aus der 2. Hälfte des 19. Jahrhunderts | 094 20660          | Baudenkmal                    | Ackerbürgerhof |
| Querfurter Straße 44 (Karte) | Bauernhof                     | Kleinbäuerliches Gehöft aus dem frühen 19. Jahrhundert, Fassadengliederung und seitliche Toranlage im ursprünglichen Erscheinungsbild                                                                 | 094 20661          | Baudenkmal                    | Bauernhof |
| Querfurter Straße 46 (Karte) | Landarbeiterhaus              | Kleine vorstädtische Hofanlage der 1. Hälfte des 19. Jahrhunderts, Wohnhaus und Toranlage weitgehend erhalten                                                                                         | 094 20662          | Baudenkmal                    | Landarbeiterhaus |
| Thomas-Müntzer-Straße (Karte) | Krankenhaus                   | Landambulatorium | 094 20650          | Baudenkmal                    | BW |
| Windmühlenstraße (Karte) | Wasserturm                    | Wasserturm Bad Lauchstädt | 094 20669          | Baudenkmal                    | Weitere Bilder |
| Windmühlenstraße 25 (Karte) | Mühle                         | Bockwindmühle | 094 20668          | Baudenkmal                    | Weitere Bilder |

### Bischdorf
| Lage    | Bezeichnung | Beschreibung | Erfassungs- nummer | Ausweisungsart | Bild           |
| ------- | ----------- | ------------ | ------------------ | -------------- | -------------- |
| (Karte) | Kirche      |              | 094 20808          | Baudenkmal     | Weitere Bilder |

### Burgstaden
| Lage                                          | Bezeichnung             | Beschreibung | Erfassungs- nummer | Ausweisungsart | Bild                                                                                                 |
| --------------------------------------------- | ----------------------- | ------------ | ------------------ | -------------- | --- |
| Burgstadener Straße (Karte)                   | Pfarrhof                |              | 094 20811          | Baudenkmal     | BW                                                                                                   |
| Burgstadener Straße 25 Ehemals Nr. 50 (Karte) | Wohn- und Geschäftshaus |              | 094 20812          | Baudenkmal     | Wohn- und Geschäftshaus                                                                              |
| Burgstadener Straße 47 Ehemals Nr. 78 (Karte) | Wirtschaftsgebäude      |              | 094 20809          | Baudenkmal     | [[Vorlage:Bilderwunsch/code!/C:51.366571,11.871403!/D:Burgstadener Straße 47 Ehemals Nr. 78,!/\|BW]] |

### Delitz am Berge
| Lage                                            | Bezeichnung      | Beschreibung | Erfassungs- nummer | Ausweisungsart | Bild           |
| ----------------------------------------------- | ---------------- | --- | ------------------ | -------------- | -------------- |
| Hallesche Straße 2a (Karte)                     | Schnitterkaserne | Seltenes Beispiel einer Schnitter- und Landarbeiterkaserne, ehemals zum Zimmermannschen Gut gehörend, das Straßenbild bestimmender markanter Bau aus der Mitte des 19. Jahrhunderts                         | 094 20702          | Baudenkmal     | BW             |
| Hallesche Straße 6 (Karte)                      | Wohnhaus         | Sozialgeschichtlich bemerkenswerter Bau aus der 2. Hälfte des 19. Jahrhunderts, errichtet vom Gutsbesitzer für seine Bediensteten                                                                           | 094 20703          | Baudenkmal     | BW             |
| Lauchstädter Straße Auf dem Kirchhof (Karte)    | Grabmal          | Erbbegräbnis Zimmermann, Arkadenhalle von 1893, in der Formensprache der Zisterienser-Frühgotik gestaltet                                                                                                   | 094 20705          | Baudenkmal     | Grabmal        |
| Lauchstädter Straße Auf dem kommunalen Friedhof | Grabmal          | Grabstätte für die während des Zweiten Weltkriegs in Delitz umgekommenen polnischen Zwangsarbeiter | 094 20706          | Baudenkmal     | Grabmal        |
| Lauchstädter Straße Auf dem kommunalen Friedhof | Grabmal          | Grabstätte für den bei einer Demonstration am 11. Mai 1924 in Böllberg bei Halle getöteten Kurt Kittelmann                                                                                                  | 094 20707          | Baudenkmal     | Grabmal        |
| Lauchstädter Straße 45 (Karte)                  | Kirche           | Saalkirche mit geradem Chorabschluss und breitgelagertem Westturm, um 1250 erbaut | 094 20708          | Baudenkmal     | Weitere Bilder |
| Lauchstädter Straße 105 (Karte)                 | Rittergut        | Zwei das Ortsbild dominierende Scheunengebäude aus der Zeit um 1800 bzw. 2. Hälfte des 19. Jahrhunderts, letzte Zeugnisse des ehemaligen Zimmermannschen Vorwerkes, hervorgegangen aus dem Rittergut Delitz | 094 20704          | Baudenkmal     | BW             |

### Großgräfendorf
| Lage                                                                                 | Bezeichnung | Beschreibung | Erfassungs- nummer | Ausweisungsart | Bild |
| ------------------------------------------------------------------------------------ | ----------- | ------------ | ------------------ | -------------- | --- |
| Dorfstraße Am Bereich der Dorfstraße in Richtung des östlichen Ortsausganges (Karte) | Brücke      |              | 094 20024          | Baudenkmal     | [[Vorlage:Bilderwunsch/code!/C:51.393664,11.823491!/D:Dorfstraße Am Bereich der Dorfstraße in Richtung des östlichen Ortsausganges,!/\|BW]] |
| Dorfstraße (Karte)                                                                   | Kirche      | St. Anna     | 094 20017          | Baudenkmal     | Weitere Bilder |
| Dorfstraße 15 (Karte)                                                                | Pfarrhaus   |              | 094 20018          | Baudenkmal     | BW |
| Dorfstraße 21                                                                        | Bauernhof   |              | 094 20016          | Baudenkmal     | |
| Dorfstraße 41 (Karte)                                                                | Gasthof     |              | 094 20020          | Baudenkmal     | BW |
| Dorfstraße 43 (Karte)                                                                | Bauernhof   |              | 094 20019          | Baudenkmal     | BW |
| Dorfstraße 45 (Karte)                                                                | Torhaus     |              | 094 20628          | Baudenkmal     | BW |
| Dorfstraße 47 (Karte)                                                                | Bauernhof   |              | 094 20021          | Baudenkmal     | BW |
| Dorfstraße 66 (Karte)                                                                | Bauernhof   |              | 094 20022          | Baudenkmal     | BW |
| Dorfstraße 77 (Karte)                                                                | Bauernhof   |              | 094 20025          | Baudenkmal     | BW |
| Dorfstraße 86, 86a, 87 (Karte)                                                       | Gutshof     |              | 094 20023          | Baudenkmal     | Gutshof |
| Zur Mühle 38 Am südwestlichen Ortsrand (Karte)                                       | Mühle       |              | 094 20026          | Baudenkmal     | [[Vorlage:Bilderwunsch/code!/C:51.390634,11.814485!/D:Zur Mühle 38 Am südwestlichen Ortsrand,!/\|BW]]                                       |

### Kleingräfendorf
| Lage                                                             | Bezeichnung | Beschreibung | Erfassungs- nummer | Ausweisungsart | Bild |
| ---------------------------------------------------------------- | ----------- | ------------ | ------------------ | -------------- | --- |
| Kleingräfendorfer Straße 1 Ehemals Dr. W.-Külz-Straße 2a (Karte) | Bauernhof   |              | 094 20813          | Baudenkmal     | [[Vorlage:Bilderwunsch/code!/C:51.365222,11.864881!/D:Kleingräfendorfer Straße 1 Ehemals Dr. W.-Külz-Straße 2a,!/\|BW]] |

### Krakau
| Lage                            | Bezeichnung | Beschreibung | Erfassungs- nummer | Ausweisungsart | Bild           |
| ------------------------------- | ----------- | ------------ | ------------------ | -------------- | -------------- |
| Dr.-Wilhelm-Külz-Straße (Karte) | Kirche      |              | 094 20814          | Baudenkmal     | Weitere Bilder |

### Netzschkau
| Lage                                                           | Bezeichnung | Beschreibung  | Erfassungs- nummer | Ausweisungsart | Bild |
| -------------------------------------------------------------- | ----------- | ------------- | ------------------ | -------------- | --- |
| Netzschkauer Straße 1 Ehemals Ernst-Thälmann-Straße 77 (Karte) | Ausspanne   | Gasthaus Rühl | 094 20815          | Baudenkmal     | [[Vorlage:Bilderwunsch/code!/C:51.374694,11.90471!/D:Netzschkauer Straße 1 Ehemals Ernst-Thälmann-Straße 77,!/\|BW]] |
| Netzschkauer Straße 9 Ehemals Ernst-Thälmann-Straße 81 (Karte) | Gutshof     |               | 094 20816          | Baudenkmal     | Gutshof |

### Niederklobikau
| Lage                                                                       | Bezeichnung | Beschreibung | Erfassungs- nummer | Ausweisungsart | Bild |
| -------------------------------------------------------------------------- | ----------- | ------------ | ------------------ | -------------- | --- |
| Ernst-Thälmann-Straße 19 Straßenseitig in die Hauswand eingemauert (Karte) | Gedenkstein |              | 094 20416          | Baudenkmal     | [[Vorlage:Bilderwunsch/code!/C:51.354292,11.843178!/D:Ernst-Thälmann-Straße 19 Straßenseitig in die Hauswand eingemauert,!/\|BW]] |
| Ernst-Thälmann-Straße/Ecke Kirchweg Flur 4 FS. 102/8 (Karte)               | Bauernhaus  |              | 094 50083          | Baudenkmal     | [[Vorlage:Bilderwunsch/code!/C:51.353182,11.842691!/D:Ernst-Thälmann-Straße/Ecke Kirchweg Flur 4 FS. 102/8,!/\|BW]]               |
| Hauptstraße Ecke Weg nach Bad Lauchstädt (Karte)                           | Gedenkstein |              | 094 66062          | Baudenkmal     | [[Vorlage:Bilderwunsch/code!/C:51.356478,11.847208!/D:Hauptstraße Ecke Weg nach Bad Lauchstädt,!/\|BW]]                           |
| Kirchweg (Karte)                                                           | Kirche      |              | 094 20413          | Baudenkmal     | Weitere Bilder |
| Kirchweg 6 (Karte)                                                         | Pfarrhaus   |              | 094 20415          | Baudenkmal     | BW |
| Südstraße (Karte)                                                          | Straßenzug  |              | 094 20757          | Denkmalbereich | BW |

### Oberklobikau
| Lage                                                | Bezeichnung | Beschreibung | Erfassungs- nummer | Ausweisungsart | Bild           |
| --------------------------------------------------- | ----------- | ------------ | ------------------ | -------------- | -------------- |
| Dorfstraße (Karte)                                  | Kirche      |              | 094 20410          | Baudenkmal     | Weitere Bilder |
| Dorfstraße 1 (Karte)                                | Gutshof     |              | 094 20411          | Baudenkmal     | BW             |
| Dorfstraße 1, 5, 7, 9 bis 18, 19(?), 20, 21 (Karte) | Ortskern    |              | 094 20412          | Denkmalbereich | BW             |

### Oberkriegstedt
| Lage                                            | Bezeichnung | Beschreibung | Erfassungs- nummer | Ausweisungsart | Bild           |
| ----------------------------------------------- | ----------- | ------------ | ------------------ | -------------- | -------------- |
| Ehemals Oberkriegstedt, dann Burgstaden (Karte) | Kirche      |              | 094 20810          | Baudenkmal     | Weitere Bilder |

### Raschwitz
| Lage                    | Bezeichnung | Beschreibung | Erfassungs- nummer | Ausweisungsart | Bild   |
| ----------------------- | ----------- | ------------ | ------------------ | -------------- | ------ |
| Raschwitzer Weg (Karte) | Kirche      |              | 094 20417          | Baudenkmal     | Kirche |

### Sankt Ulrich
| Lage                                                                  | Bezeichnung | Beschreibung | Erfassungs- nummer | Ausweisungsart | Bild       |
| --------------------------------------------------------------------- | ----------- | ------------ | ------------------ | -------------- | ---------- |
| Sankt Ulrich 11, 13 bis 15, 16/18, 17, 20, 21, 24/26, 25, 30, (Karte) | Straßenzug  |              | 094 20672          | Denkmalbereich | Straßenzug |

### Schadendorf
| Lage    | Bezeichnung  | Beschreibung | Erfassungs- nummer | Ausweisungsart | Bild |
| ------- | ------------ | ------------ | ------------------ | -------------- | ---- |
| (Karte) | Distanzstein |              | 094 20817          | Baudenkmal     | BW   |

### Schafstädt
| Lage                                                                   | Bezeichnung      | Beschreibung | Erfassungs- nummer | Ausweisungsart | Bild |
| ---------------------------------------------------------------------- | ---------------- | --- | ------------------ | -------------- | --- |
| August-Meisel-Straße 9 (Karte)                                         | Altenheim        | August-Meisel-Stiftung | 094 20851          | Baudenkmal     | BW |
| Bahnhofstraße 14 (Karte)                                               | Villa            | Eine von zwei nahezu identischen Villenbauten im historisierenden Stil, um 1910 erbaut, vielgliedriger Bau mit markantem Eckturm, Einfriedung und alter Baumbestand                                                                      | 094 20054          | Baudenkmal     | Villa |
| Bahnhofstraße 15 (Karte)                                               | Villa            | Pendant zu Bahnhofstraße 14 und mit diesem ein städtebaulich reizvolles Ensemble bildend (Gebrüder Schimpf, Maschinenfabrik & Eisengießerei)                                                                                             | 094 20053          | Baudenkmal     | Villa |
| Eislebener Straße (Karte)                                              | Stadtbefestigung | | 094 20852          | Baudenkmal     | BW |
| Eislebener Straße 1 (Karte)                                            | Kirche           | St. Johannis, neoromanische Saalkirche von 1876, auf 1505 datierter Westturm mit barocker Haube von 1793, Ladegast-Orgel III/P 33 | 094 20040          | Baudenkmal     | Weitere Bilder |
| Eislebener Straße 5 (Karte)                                            | Pfarrhof         | | 094 20039          | Baudenkmal     | BW |
| Eislebener Straße 1 bis 6, 44, 46 bis 50 (Karte)                       | Straßenzug       | | 094 20041          | Denkmalbereich | BW |
| Eislebener Straße 47 bis 49 (Karte)                                    | Edelhof          | Weidlichscher Sattelhof, mittelalterliche Gründung, Toranlage von 1558, barockes Wohnhaus von 1767 | 094 20042          | Baudenkmal     | Weitere Bilder |
| Eislebener Straße 50 (Karte)                                           | Ackerbürgerhaus  | Stattliches barockes Bürgerhaus aus der Mitte des 18. Jh., Mittelrisalit mit hervorgehobener Hauptachse | 094 20066          | Baudenkmal     | Ackerbürgerhaus |
| Hanno-Günther-Straße 8 (Karte)                                         | Schule           | | 094 20063          | Baudenkmal     | BW |
| Hanno-Günther-Straße 9 (Karte)                                         | Handwerkerhaus   | | 094 20882          | Baudenkmal     | BW |
| Julius-Häßler-Straße 6 (Karte)                                         | Wohnhaus         | | 094 20494          | Baudenkmal     | BW |
| Julius-Häßler-Straße 14 (Karte)                                        | Ackerbürgerhof   | | 094 20883          | Baudenkmal     | BW |
| Julius-Häßler-Straße 18 (Karte)                                        | Villa            | Spätklassizistische Villa in reizvoller Ecklage, um 1880/90 | 094 20060          | Baudenkmal     | Villa |
| Kirchplatz 4 (Karte)                                                   | Kaufmannshof     | Barockes Wohnhaus mit datierter Inschrift von 1729 und künstlerisch wertvollem Hauszeichen, Wohnsitz des Stadtrichters Samuel Finke | 094 20058          | Baudenkmal     | Weitere Bilder |
| Kirchplatz 7 (Karte)                                                   | Malzhaus         | Eines der wenigen im Landkreis erhaltenen Brauereigebäude mit Kreuzgratgewölbe im Innern, mächtiger giebelständiger Bau, datiert 1830, im Kern jedoch älter                                                                              | 094 20056          | Baudenkmal     | Malzhaus |
| Lange Straße 1 (Karte)                                                 | Ackerbürgerhof   | Eine der ältesten erhaltenen Hofanlagen der Stadt von 1693, Wohnhaus überformt, Auszugshaus mit Galerie | 094 20881          | Baudenkmal     | Weitere Bilder |
| Lange Straße 34 (Karte)                                                | Silo             | | 094 20059          | Baudenkmal     | BW |
| Marktplatz 4 (Karte)                                                   | Ackerbürgerhaus  | Stattlicher Barockbau der 2. Hälfte des 18. Jahrhunderts mit zurückhaltender Fassadengestaltung | 094 20037          | Baudenkmal     | Ackerbürgerhaus |
| Marktplatz 5 (Karte)                                                   | Ackerbürgerhof   | Hofanlage mit repräsentativem barocken Wohnhaus um 1750 | 094 20036          | Baudenkmal     | Ackerbürgerhof |
| Marktplatz 6 (Karte)                                                   | Ackerbürgerhaus  | Weitläufige Hofanlage mit ehemals anspruchsvollem barocken Wohnhaus, 1758 datiert | 094 20035          | Baudenkmal     | Ackerbürgerhaus |
| Marktplatz 7 (Karte)                                                   | Ackerbürgerhaus  | Barockbau aus der Zeit um 1750, Hauzeichen über dem Portal | 094 20034          | Baudenkmal     | Weitere Bilder |
| Marktplatz 8 (Karte)                                                   | Ackerbürgerhaus  | | 094 20033          | Baudenkmal     | BW |
| Marktplatz 10 (Karte)                                                  | Ackerbürgerhaus  | Bau in markanter Ecklage mit spätklassizistischer Fassadengliederung, auf der Hofseite Galerie, 1861 errichtet | 094 20032          | Baudenkmal     | Ackerbürgerhaus |
| Marktplatz 11 (Karte)                                                  | Pfarrhaus        | | 094 20031          | Baudenkmal     | BW |
| Marktplatz 13 (Karte)                                                  | Toranlage        | | 094 20051          | Baudenkmal     | BW |
| Marktplatz 2, 4 bis 8, 10, 12 bis 14 Marktstraße 33 (Karte)            | Marktplatz       | Rechteckiger Markt im Stadtzentrum, platzrahmende Bebauung überwiegend aus der 2. Hälfte des 18. Jahrhunderts | 094 20038          | Denkmalbereich | Weitere Bilder |
| Marktstraße 2 (Karte)                                                  | Apotheke         | Ehemalige Adler-Apotheke, barocke Fassadengliederung, über dem Portal Hauszeichen als Rokokokartusche mit Inschrift und Datierung 1750, Pelikandarstellung                                                                               | 094 20049          | Baudenkmal     | Apotheke |
| Marktstraße 9 (Karte)                                                  | Rathaus          | Ortsgeschichtlich wichtiger Schulneubau von 1836, später zum Rathaus umgebaut | 094 20046          | Baudenkmal     | Weitere Bilder |
| Marktstraße 23 (Karte)                                                 | Stall            | | 094 20061          | Baudenkmal     | BW |
| Marktstraße 25 (Karte)                                                 | Wohnhaus         | | 094 20047          | Baudenkmal     | BW |
| Merseburger Straße (Karte)                                             | Friedhof         | Seit 1891 belegter städtischer Friedhof mit weitgehend originalem Wegesystem und kleiner neogotischer Feierhalle, mehrere qualitätvolle neoklassizistische Grabmale, Gedenkstein für Märzgefallene sowie Grabstätten von Zwangsarbeitern | 094 20045          | Baudenkmal     | Weitere Bilder |
| Merseburger Straße 35 (Karte)                                          | Edelhof          | Ehemals stattliche Hofanlage, repräsentatives Herrenhaus mit frühklassizistischer Fassade und dominierendem Dachreiter | 094 20043          | Baudenkmal     | Edelhof |
| Merseburger Straße Südpromenade (Karte)                                | Teich            | Ehemalige Tongrube in reizvoller Lage an einer Straßengabelung, Zeugnis der ehedem die Stadt zahlreich umgebenden Steinbrüche und Tongruben                                                                                              | 094 20064          | Baudenkmal     | Teich |
| Mühlweg 22 (Karte)                                                     | Mühle            | Turmholländermühle Schafstädt (Norden) | 094 20028          | Baudenkmal     | Weitere Bilder |
| Oberwünscher Weg (Karte)                                               | Mühle            | | 094 20030          | Baudenkmal     | Weitere Bilder |
| Querfurter Straße Nördlich der Landstraße in Richtung Querfurt (Karte) | Scheune          | | 094 20029          | Baudenkmal     | [[Vorlage:Bilderwunsch/code!/C:51.381649,11.74913!/D:Querfurter Straße Nördlich der Landstraße in Richtung Querfurt,!/\|BW]] |

### Schotterey
| Lage                                          | Bezeichnung | Beschreibung | Erfassungs- nummer | Ausweisungsart | Bild           |
| --------------------------------------------- | ----------- | ------------ | ------------------ | -------------- | -------------- |
| Fronhofstraße 6, 8 (Karte)                    | Gutshof     |              | 094 20677          | Baudenkmal     | Gutshof        |
| Schottereyer Straße 19, 21 bis 25, 27 (Karte) | Ortskern    |              | 094 20673          | Denkmalbereich | Ortskern       |
| Schottereyer Straße 24 (Karte)                | Kirche      |              | 094 20674          | Baudenkmal     | Weitere Bilder |
| Schottereyer Straße 35 (Karte)                | Bauernhof   | Rittergut    | 094 20675          | Baudenkmal     | BW             |
| Winkel 4 (Karte)                              | Bauernhaus  |              | 094 20676          | Baudenkmal     | BW             |

### Unterkriegstedt
| Lage                           | Bezeichnung | Beschreibung            | Erfassungs- nummer | Ausweisungsart | Bild           |
| ------------------------------ | ----------- | ----------------------- | ------------------ | -------------- | -------------- |
| Kriegstedter Straße 29 (Karte) | Schloss     | Schloss Unterkriegstedt | 094 20818          | Baudenkmal     | Weitere Bilder |

### Wünschendorf
| Lage                             | Bezeichnung | Beschreibung               | Erfassungs- nummer | Ausweisungsart | Bild |
| -------------------------------- | ----------- | -------------------------- | ------------------ | -------------- | ---- |
| am südöstlichen Ortsrand (Karte) | Pumpenhaus  | Wasserbehälterwerk Mücheln | 094 20844          | Baudenkmal     | BW   |

## Ehemalige Kulturdenkmale nach Ortsteilen
Die nachfolgenden Objekte waren ursprünglich ebenfalls denkmalgeschützt oder wurden in der Literatur als Kulturdenkmale geführt. Die Denkmale bestehen heute jedoch nicht mehr oder die Unterschutzstellung wurde aufgehoben.

### Goethestadt Bad Lauchstädt
| Lage                     | Bezeichnung | Beschreibung | Erfassungs- nummer | Ausweisungsart | Bild |
| ------------------------ | ----------- | ------------ | ------------------ | -------------- | ---- |
| Schillerstraße 5 (Karte) | Wohnhaus    |              | 094 20666          | Baudenkmal     | BW   |
| Strohhof 6 (Karte)       | Wohnhaus    |              | 094 20667          | Baudenkmal     | BW   |

### Kleinlauchstädt
| Lage                             | Bezeichnung | Beschreibung | Erfassungs- nummer | Ausweisungsart | Bild |
| -------------------------------- | ----------- | --- | ------------------ | -------------- | ---- |
| Koordinaten fehlen! Hilf mit.    | Dorfkirche  | Kirche romanischen Ursprungs, bei einem Luftangriff im Zweiten Weltkrieg im Jahr 1944 zerstört, Ruine in der Zeit um 1956 abgerissen. |                    |                |      |
| Ernst-Thälmann-Straße 50 (Karte) | Gasthof     | Nach Genehmigung wurde das Gebäude abgerissen und im Jahr 2016 aus dem Denkmalverzeichnis ausgetragen.                                | 094 20671          | Baudenkmal     | BW   |

### Niederklobikau
| Lage                | Bezeichnung | Beschreibung                               | Erfassungs- nummer | Ausweisungsart | Bild |
| ------------------- | ----------- | ------------------------------------------ | ------------------ | -------------- | ---- |
| Südstraße 4 (Karte) | Bauernhof   | Gebäude abgerissen, Fläche 2019 neu bebaut | 094 20756          | Baudenkmal     | BW   |

### Schafstädt
| Lage | Bezeichnung             | Beschreibung   | Erfassungs- nummer | Ausweisungsart | Bild |
| --- | ----------------------- | -------------- | ------------------ | -------------- | ---- |
| Bahnhofstraße, die Anlage erstreckt sich von der Bahnhofstraße in westlicher Richtung (Karte)              | Park                    | Alter Friedhof | 094 20055          | Baudenkmal     | BW   |
| Kirchplatz 1, 2, 3, 4, 5, 6, 7, 9, Lange Straße 1 (Karte)                                                  | Platz                   |                | 094 20057          | Denkmalbereich | BW   |
| Marktstraße 8 (Karte)                                                                                      | Wohnhaus                |                | 094 20879          | Baudenkmal     | BW   |
| Marktstraße 14 (Karte)                                                                                     | Gutshof                 |                | 094 20050          | Baudenkmal     | BW   |
| Marktstraße 2, 7, 8, 9, 12, 13, 14, 15, 16, 17, 18, 19, 20, 21, 22, 23, 24, 25, 26, 27, 28, 29, 30 (Karte) | Straßenzug              |                | 094 20062          | Denkmalbereich | BW   |
| Marktstraße 28 (Karte)                                                                                     | Wohnhaus                |                | 094 20880          | Baudenkmal     | BW   |
| Marktstraße 30 (Karte)                                                                                     | Wohn- und Geschäftshaus |                | 094 20048          | Baudenkmal     | BW   |
| Merseburger Straße 16 (Karte)                                                                              | Wohnhaus                |                | 094 66069          | Baudenkmal     | BW   |
| Querfurter Straße 9                                                                                        | Hirtenhof               |                | 094 20065          | Baudenkmal     |      |
| Töpfermarkt 1, 2, 3, 4, 5, 6, 7, 8, 9 (Karte)                                                              | Marktplatz              | Töpfermarkt    | 094 20052          | Denkmalbereich | BW   |

## Legende
In den Spalten befinden sich folgende Informationen:
- Lage: Nennt den Straßennamen und wenn vorhanden die Hausnummer des Kulturdenkmals. Die Grundsortierung der Liste erfolgt nach dieser Adresse. Der Link „Karte“ führt zu verschiedenen Kartendarstellungen und nennt die geographischen Koordinaten.
Link zu einem Kartenansichtstool, um Koordinaten zu setzen. In der Kartenansicht sind Baudenkmale ohne Koordinaten mit einem roten bzw. orangen Marker dargestellt und können in der Karte gesetzt werden. Baudenkmale ohne Bild sind mit einem blauen bzw. roten Marker gekennzeichnet, Baudenkmale mit Bild mit einem grünen bzw. orangen Marker.
- Offizielle Bezeichnung: Nennt den Namen, die Bezeichnung oder zumindest die Art des Kulturdenkmals und verlinkt, soweit vorhanden, auf den Artikel zum Objekt.
- Beschreibung: Nennt bauliche und geschichtliche Einzelheiten des Kulturdenkmals, vorzugsweise die Denkmaleigenschaften.
- Erfassungsnummer: Für jedes Kulturdenkmal wird in Sachsen-Anhalt eine 20stellige Erfassungsnummer vergeben. Die letzten zwölf Ziffern werden für die Untergliederung nach Teilobjekten genutzt und werden nur angegeben, soweit vergeben. In dieser Spalte kann sich folgendes Icon  befinden, dies führt zu Angaben zu diesem Baudenkmal bei Wikidata.
- Ausweisungsart: Die Einordnung des Denkmales nach § 2 Abs. 2 DenkmSchG LSA
- Bild: Ein Bild des Denkmales, und gegebenenfalls einen Link zu weiteren Fotos des Kulturdenkmals im Medienarchiv Wikimedia Commons. Wenn man auf das Kamerasymbol klickt, können Fotos zu Kulturdenkmalen aus dieser Liste hochgeladen werden: